# Me and Bobby McGee
«Me and Bobby McGee» es el título de una canción compuesta en 1969 por Kris Kristofferson y Fred Foster, grabada por primera vez en 1970, en la interpretación de Roger Miller. La versión más conocida y exitosa forma parte del álbum Pearl de Janis Joplin, publicado a comienzos de 1971, también como sencillo. Tras la muerte de la cantante, en octubre de 1970, logró mantenerse por más de dos semanas como canción número uno en el ranking de los Estados Unidos. Era la segunda vez en la historia que una canción lanzada de manera póstuma accedía a este lugar luego de "(Sittin' On) The Dock of the Bay" de Otis Redding.

## Tema de la letra
El texto de la canción describe aventuras de viaje por carretera, un tema bastante frecuente en el country de la época. Ofrece pinceladas de situaciones y estados de ánimo típicos de cuando una pareja viaja a la aventura, con pocos recursos. En el primer verso los dos amigos, o quizás amantes, quieren dirigirse hacia Nueva Orleans, están extenuados y esperan un tren. Justo antes de que comience a llover deciden hacer autoestop y los recoge un camión que los lleva directamente hasta su destino.
Cantan los blues que el conductor conoce, están contentos y tocan la armónica. El siguiente verso es un recuento del camino ya recorrido con Bobby que viaja a través del país desde Tennessee a California. Han estado juntos «en todo tipo de clima» (manera metafórica con la que el hablante se refiere a las experiencias buenas y malas que han vivido en el viaje).
En algún lugar no muy determinado, cerca de Salinas (California), Bobby se marcha  y su pareja se queda sola, comienza a beber y acaba en una playa mirando las estrellas. La canción repite dos veces un estribillo con contenido casi filosófico: Freedom’s just another word for nothin' left to lose («Libertad es sólo otra palabra para no tener nada más que perder»). Ser libre consistiría en dejar de poseer aquello que, mientras se tiene, importaría bastante perderlo. Esa sola línea, indudablemente bien lograda de Kristofferson, transformó la canción en algo así como un himno hippie.
Lo interesante de la frase es que se ha interpretado tanto en un contexto privado (referido a la pareja que se pierde, con un sentido muy literal o individual) como también referida a contextos sociales más amplios, casi como discurso político radical: quienes no tienen nada que perder serían más libres de jugárselas por sus ideales. El propio compositor, en cambio, consultado en una entrevista sobre el significado de su verso, ha dicho lo siguiente: 

It definitely expressed the double-edged sword that freedom is. Unless you've lost everything – and I certainly haven't – you're not free. If you've got a family you're not as free as if you're alone. But nobody wants to be alone. I have no illusions I'm free. I'm chained to a lot. But I don't want to get free of my family, my home, and people I love. I like the responsibilities that keep me from being free.
Definitivamente expresaba la idea de que la libertad es una espada de doble filo. A menos que hayas perdido todo - y, por cierto, yo no lo he perdido todo - no eres libre. Si tienes una familia no eres tan libre como si estás solo. Pero nadie quiere estar solo. No me hago la ilusión de que soy libre. Estoy encadenado a una gran cantidad de cosas. Pero no quiero liberarme de mi familia, de mi hogar, y de la gente que quiero. Me gustan las responsabilidades que me impiden ser libre.
K. Kristofferson.

## Historia
En 1969, Kris Kristofferson había comenzado a hacer sus primeras experiencias como compositor e intérprete, grabando para el sello «Combine Music» que pertenecía a Fred Foster. Allí trabaron amistad y desarrollaron un trabajo conjunto muy productivo. En el momento en que se grabó «Me and Bobby McGee», su amigo y coautor Foster era también propietario del sello Monument Records, y del correspondiente estudio de grabación y sonido, Monument Recording. Kristofferson ya había grabado allí una canción que compuso cuando aún no era famoso, con el título «Help Me Make it Through the Night».
Foster mantenía contactos profesionales con el exitoso compositor de country, Boudleaux Bryant, y en su oficina había quedado muy impresionado con su secretaria, Barbara (Bobby) MacKee, de modo que le dijo a su amigo Kristofferson al teléfono: «Te tengo un título para una nueva canción: Bobby McKee». Kristofferson desarrolló una historia para el título sugerido por Foster, pero debido a un malentendido, en su versión el apellido varió a "McGee".

### Primera versión grabada

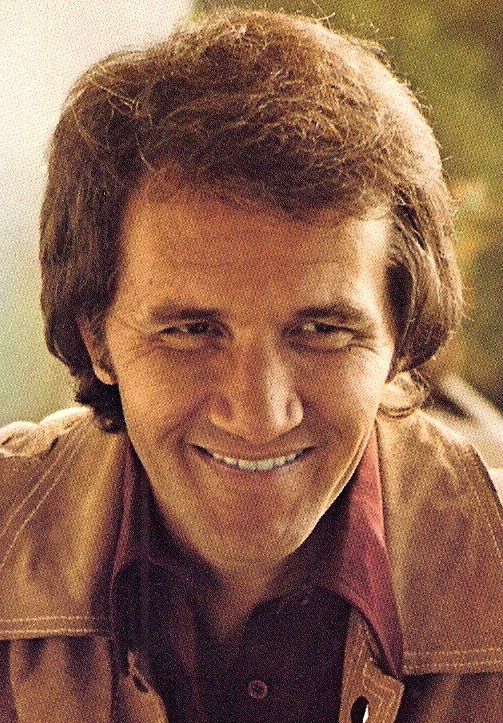
El cantante y actor Roger Miller, quien grabó la canción por primera vez en 1969 (foto de 1975).

Aunque más adelante el propio compositor grabaría también su canción, la primera versión es la de un conocido cantante de música country, Roger Miller, quien en 1965 ya había tenido gran éxito con un tema similar: «King of the Road». La producción estuvo a cargo de Jerry Kennedy y se realizó en dos sesiones: el 16 y el 21 de mayo de 1969. Faltaba la segunda estrofa, de modo que la letra se acabó de escribir mientras ya se había dado curso a los trabajos de grabación. Esta versión de Miller se publicó en junio de 1969 alcanzó el duodécimo lugar en el hitparade de country.

### Versión de Janis Joplin

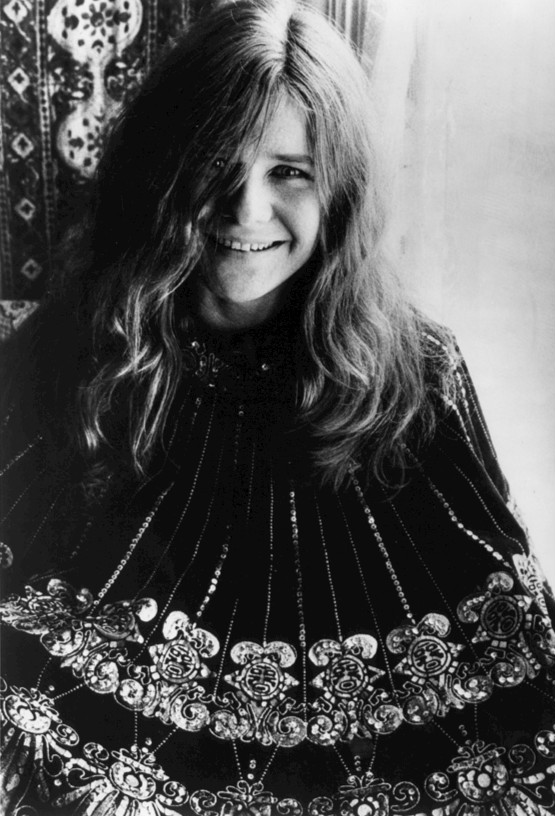
Janis Joplin grabó la versión más exitosa (foto de 1969).

Sin duda, la versión más difundida es la de Janis Joplin con guitarra acústica. En 1969, Joplin había realizado sus presentaciones principalmente con la Kozmic Blues Band en el festival de Woodstock y en una gira a Europa, ambos eventos marcados por el excesivo consumo de drogas y alcohol. A comienzos de 1970, se disolvió esta banda y parecía que la turbulenta vida de la texana, indiscutible símbolo femenino del rock, podría virar hacia una mayor estabilidad y un ritmo más tranquilo. Se comentaba que estaba en retirada de sus excesos. Ya no bebía, ni se drogaba y había acabado su relación con el cantante country Joe Mc Donald. En febrero de 1970, viajó a Río de Janeiro, donde conoció a su nueva pareja, David Niehaus, un profesor serio y sobrio que se encontraba recorriendo el mundo.
En abril, Janis Joplin comenzó a cantar con la Full Tillt Boogie Band, con la siguiente formación: Janis Joplin (vocalista), John Till (guitarra, canto), Brad Campbell (bajo), Richard Bell (piano), Ken Pearson (órgano) y Clark Pierson (batería). Desde el 5 de septiembre y hasta el 1 de octubre de 1970, es decir, hasta muy pocos días antes de su muerte por una sobredosis de heroína (el 4 de octubre), la cantante estuvo realizando con ellos las grabaciones para su álbum Pearl, que quedaría inconcluso. Las sesiones de grabación tuvieron lugar en Los Ángeles y la producción estuvo a cargo de Paul Rothchild. El álbum, que se publicó de manera póstuma con el material hasta allí existente, incluyó «Me and Bobby McGee», la canción grabada el 5 de septiembre que acabó siendo su mayor éxito, y otros clásicos como «Mercedes Benz», última canción de la vida de la cantante grabada a capella el 1 de octubre de 1970. Joe, su expareja, se encontraba en ese momento en Santiago de Chile realizando la música para una película de Saul Landau, Nina Serrano y Raúl Ruiz.
Unos meses más tarde, el 12 de enero de 1971, salió a la venta una versión en disco sencillo, un hit que ocupó póstumamente el primer lugar en Estados Unidos. Con ello, «Me and Bobby Mc Gee» llegó a ser la canción que más identifica a Janis Joplin. Esta versión de Joplin fue la segunda publicación póstuma que logró ocupar el lugar número uno en las listas de éxitos musicales estadounidenses. El único precedente conocido hasta entonces era el «rey del soul», Otis Redding, quien había logrado esta marca en 1968 con la edición póstuma de «(Sittin' On) The Dock of the Bay». 
Janis Joplin fue una buena amiga, mentora, consejera y colaboradora de Kristofferson durante toda su carrera artística. Se ha dicho también que fue su amante y que la canción fue escrita para ella. El compositor ha desmentido esta versión, pero siempre se ha asociado la letra con Joplin, especialmente debido al verso «Somewhere near Salinas, Lord, I let her slip away». Independientemente de cual haya sido la verdadera inspiración y motivación de Kristofferson, lo que sí consta es que Bobby es una mujer en el original y que Joplin consideró pertinente hacer algunas adaptaciones al texto, cambiando el sexo de Bobby para poder cantarla desde su perspectiva femenina. También es un hecho que Kristofferson, obviamente, tenía gran interés en que la estrella del rock grabara su canción, aunque él mismo escuchó la versión de Janis Joplin recién sucedida la muerte de la cantante.

### Versión del compositor Kristofferson

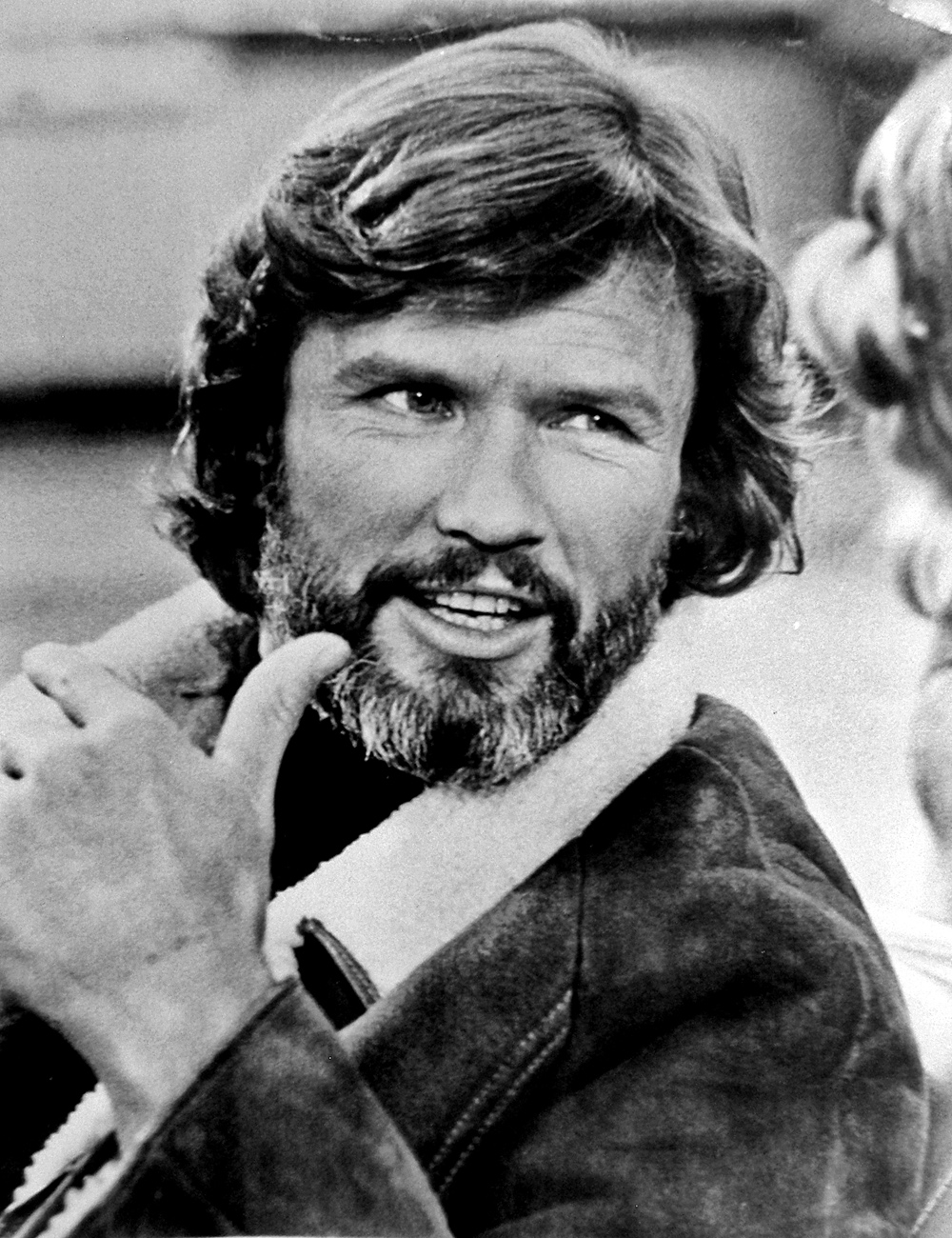
Kris Kristofferson, en 1978.

Tras el éxito de la versión de Janis Joplin, el propio Kris Kristofferson integró la canción a su álbum Kristofferson. La producción estuvo a cargo de Foster y se realizó también en los estudios de Monument entre octubre de 1969 y junio de 1970. Se publicó en agosto de 1970 con ese nombre y se reeditó un año más tarde con el título Me and Bobby McGee, y obtuvo un disco de oro.

### Otras versiones
Al igual que otras composiciones de Kristofferson, «Me and Bobby McGee» reúne valiosas características: es simple, está bien escrita y apunta a un amplio espectro de interpretaciones posibles. Esto facilitó que tras la primera grabación de Roger Miller, muchos grupos y solistas notables de distintos géneros musicales grabaran covers de la canción, entre otros, Bill Haley & His Comets, The Greatfull Dead, Jerry Lee Lewis, Lonnie Donegan, LeAnn Rimes, The Platters, Arlo Guthrie, Joan Báez, Dolly Parton, Olivia Newton-John, Gordon Lightfoot.